# Cun cút bé
Turnix velox là một loài chim trong họ Turnicidae.